# Район (географія)
Район — територія (акваторія), виділена за однією провідною або за сукупністю яких-небудь ознак або явищ, чітко відмежована від подібних територій або їх частин. Таксономічна одиниця в системі територіального розчленовування (районування).
Район – загальногеографічне поняття, має важливе методичне і методологічне значення у всіх географічних дисциплінах. Залежно від внутрішньої структури розрізняють однорідні і вузлові райони. В однорідному районі об'єкт або явище (наприклад, ґрунти, ландшафт, спеціалізація сільського господарства, характер розселення тощо) характеризується однією і тією ж ознакою або набором ознак. Зображуються на картах методом якісного фону. Однорідні райони по їх числу і конфігурації залежать від дробової початкової класифікації районованих територій і масштабу карти. Вузлові або ж нодальні (від лат. nodes – «пучок, вузол») райони мають центр (ядро), що збирає або розподіляючий потоки (речовини, енергії, інформації). Вони типові для соціально-економічних явищ і об'єктів (виникають в результаті територіального розподілу праці у виробництві, культурі, управлінні, на транспорті). Типові приклади: одиниці будь-якого адміністративно-територіального розподілу регіону, зони тяжіння транспортних вузлів, ареали обслуговування в охороні здоров'я і освіті тощо. 
Термін «район» широко використовується і в суміжних науках при цьому його значення доповнюється новими характеристиками. 
| Земля | Це незавершена стаття з географії. Ви можете допомогти проєкту, виправивши або дописавши її. |